# Tournebu
Tournebu est une ancienne commune française, située dans le département du Calvados en région Normandie, devenue le 1er janvier 2019 une commune déléguée au sein de la commune nouvelle de Cesny-les-Sources.
Elle est peuplée de 364 habitants.

## Géographie
Tournebu est située à 25 km au sud de Caen, à 15 km de Falaise et à 16 km de Thury-Harcourt.
La commune de Tournebu est constituée d'un bourg ainsi que de nombreux lieux-dits (le Bequet, Clair Tison, le Mesnil, la Bergerie, la Couture, le Bois Fradel, la Rivière, le Val, les Ruelles, les Houlles, le Moulin).

## Toponymie
Le nom de la localité est attesté sous les formes Tournebu en 1083, Tornehutum en 1125, Tornesbu en 1209, Tornebusc et Tornebuc en 1307, Touronehu en 1356. 
Le nom de la commune de Tournebu vient des mots scandinaves thurn (« épine », voire « aubépine ») et buth (« maison »), il peut donc s'agir à l'origine d'une « maison aux épines ».

## Histoire
Un sire de Tournebut figure sur les listes de Falaise et de Dives des compagnons de Guillaume le Conquérant qui ont participé à la conquête de l'Angleterre.
Le 1er janvier 2019, Tournebu intègre avec quatre autres communes la commune de Cesny-les-Sources créée sous le régime juridique des communes nouvelles instauré par la loi no 2010-1563 du 16 décembre 2010 de réforme des collectivités territoriales. Les communes de Cesny-Bois-Halbout, Acqueville, Angoville, Placy et Tournebu deviennent des communes déléguées et Cesny-Bois-Halbout est le chef-lieu de la commune nouvelle.

## Politique et administration
| Période                                  | Période       | Identité          | Étiquette | Qualité                   |
| ---------------------------------------- | ------------- | ----------------- | --------- | ------------------------- |
| ?                                        | ?             | Théophile Pinçon  |           |                           |
| 1925 ?                                   | 1935          | Charles Levesque  |           | Agriculteur               |
| ?                                        | ?             | Henri de Foucault |           | Agriculteur               |
| ?                                        | ?             | Antoine Bricon    |           | Pépiniériste, agriculteur |
| ?                                        | ?             | Daniel Laurent    |           | Notaire                   |
| ?                                        | mars 2001     | Bernard Flais     |           |                           |
| mars 2001                                | décembre 2018 | Jean Vanryckeghem | DVD       | Agriculteur               |
| Les données manquantes sont à compléter. |               |                   |           |                           |

Tournebu est rattachée à la communauté de communes Cingal-Suisse Normande.

## Démographie
En 2021, la commune comptait 364 habitants. Depuis 2004, les enquêtes de recensement dans les communes de moins de 10 000 habitants ont lieu tous les cinq ans (en 2004, 2009, 2014, etc. pour Tournebu) et les chiffres de population municipale légale des autres années sont des estimations.
| 1793 | 1800 | 1806 | 1821 | 1831 | 1836 | 1841 | 1846 | 1851 |
| ---- | ---- | ---- | ---- | ---- | ---- | ---- | ---- | ---- |
| 560  | 494  | 538  | 535  | 514  | 486  | 507  | 502  | 482  |

| 1856 | 1861 | 1866 | 1872 | 1876 | 1881 | 1886 | 1891 | 1896 |
| ---- | ---- | ---- | ---- | ---- | ---- | ---- | ---- | ---- |
| 474  | 446  | 460  | 451  | 429  | 415  | 440  | 434  | 403  |

| 1901 | 1906 | 1911 | 1921 | 1926 | 1931 | 1936 | 1946 | 1954 |
| ---- | ---- | ---- | ---- | ---- | ---- | ---- | ---- | ---- |
| 383  | 365  | 334  | 272  | 289  | 296  | 282  | 245  | 276  |

| 1962 | 1968 | 1975 | 1982 | 1990 | 1999 | 2004 | 2009 | 2014 |
| ---- | ---- | ---- | ---- | ---- | ---- | ---- | ---- | ---- |
| 289  | 297  | 286  | 276  | 309  | 295  | 329  | 362  | 357  |

| 2018 | - | - | - | - | - | - | - | - |
| ---- | - | - | - | - | - | - | - | - |
| 362  | - | - | - | - | - | - | - | - |

## Lieux et monuments
- Le donjon de Tournebu[9] et les vestiges du château fort (XIIIe siècle) qui font l'objet d'une inscription au titre des Monuments historiques depuis 1927[10]. Il a été construit pour la famille de Tournebu. Le donjon cylindrique est du début du XIIIe siècle, aux assises alternées de pierres de taille et de moellons de calcaire. À la fin du XVIe siècle, des remaniements importants et l'établissement d'un système défensif bastionné ont été réalisés. C'est une propriété privée.
- L'église paroissiale Saint-Hilaire qui fait l'objet d'un recensement à l'inventaire général du patrimoine culturel[11].

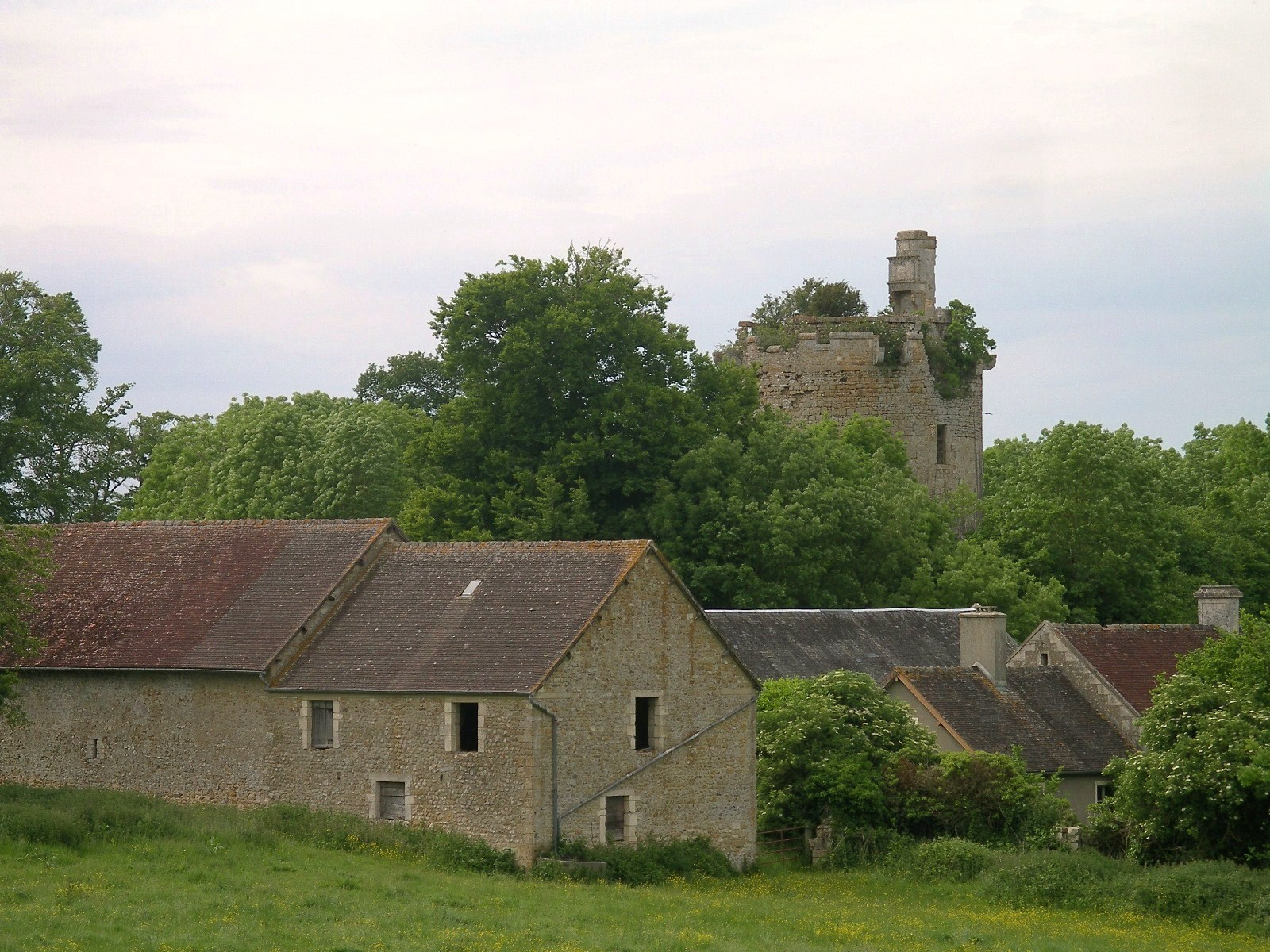
Le donjon de Tournebu.
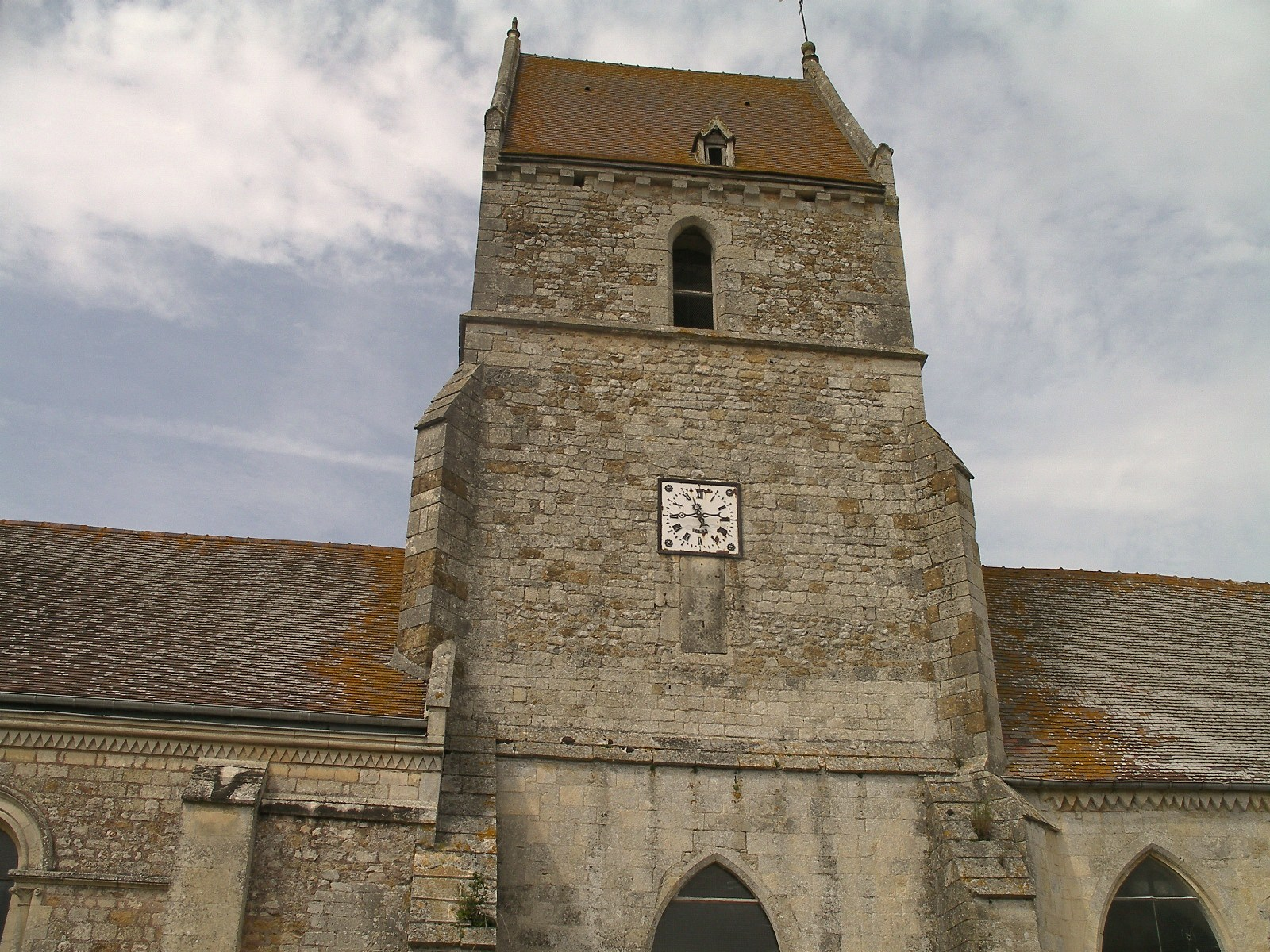
L'église Saint-Hilaire.
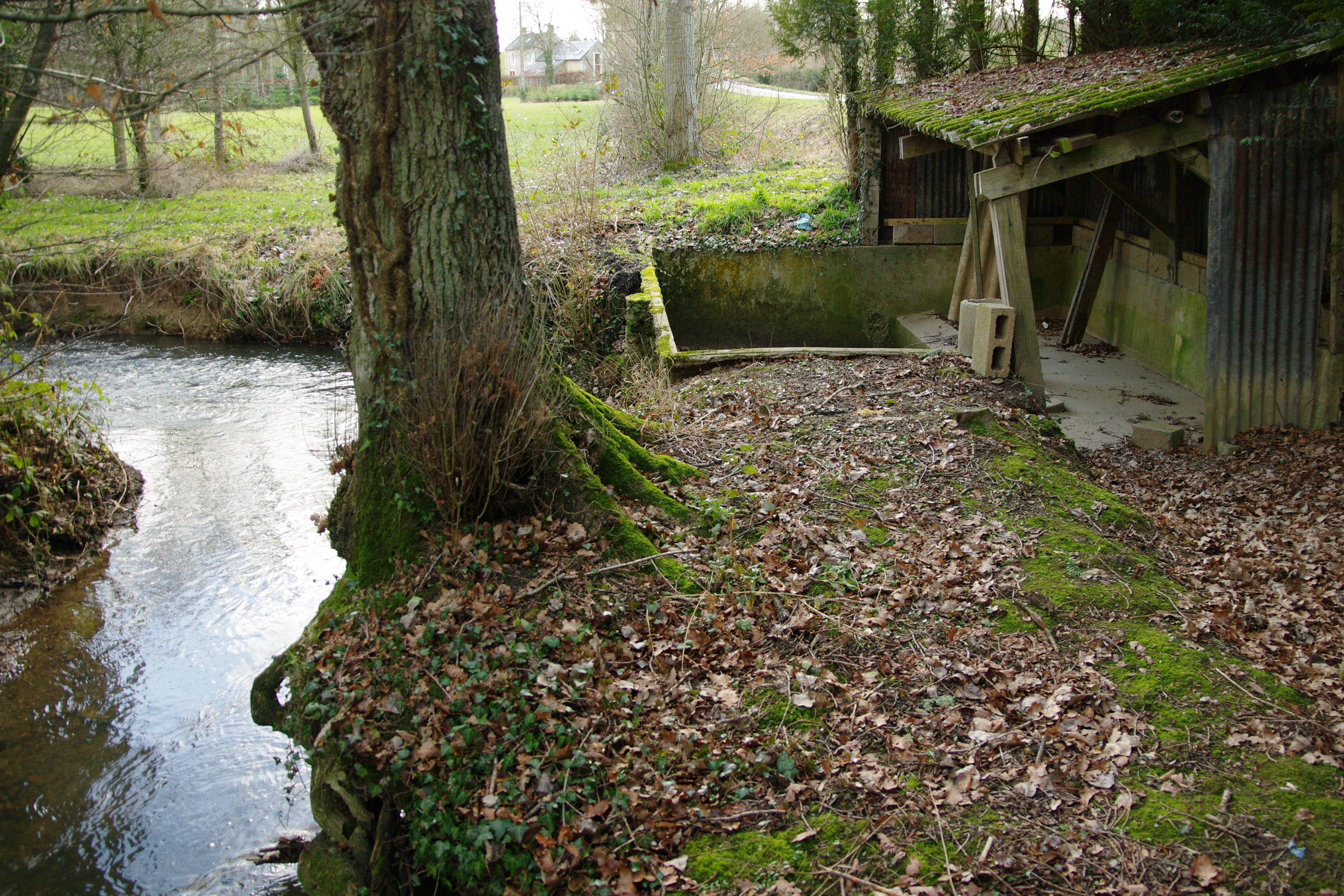
Ancien lavoir sur la rivière Laize au lieu-dit Clair-Tison.
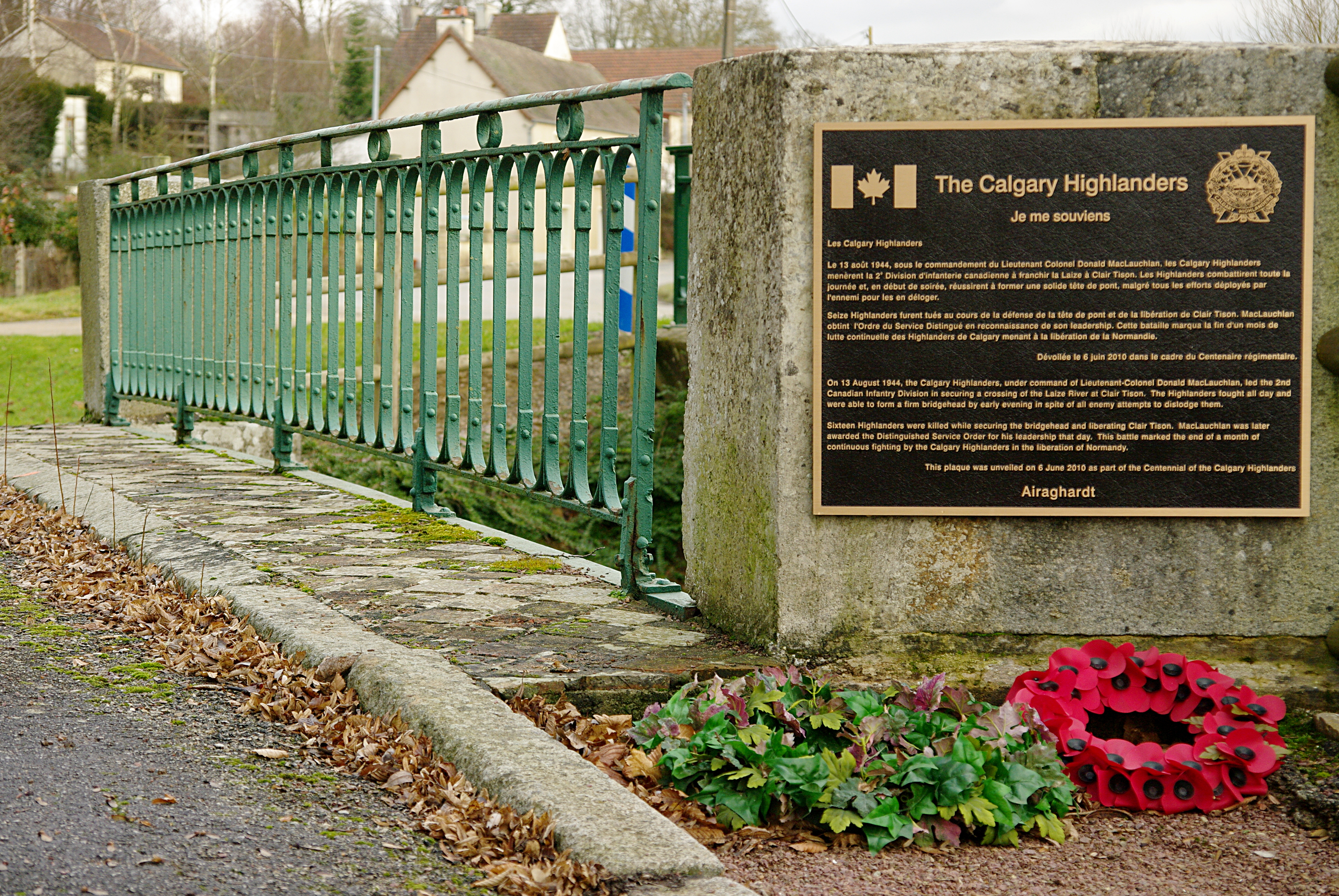
Mémorial en hommage aux soldats canadiens The Calgary Highlanders.

## Personnalités liées à la commune
- Guillaume de Tournebu (? à Tournebu-1202), évêque de Coutances.